# Mill africà
Mill africà (Eleusine coracana, també conegut kannada o dagusa i en anglès com finger millet), és una espècie de cereal cultivat a les zones àrides africanes o asiàtiques. És originari de l'altiplà d'Etiòpia i va ser introduït fa uns 4.000 a l'Índia. A l'Himàlaia el seu cultiu es fa fins als 2.300 m d'altitud.

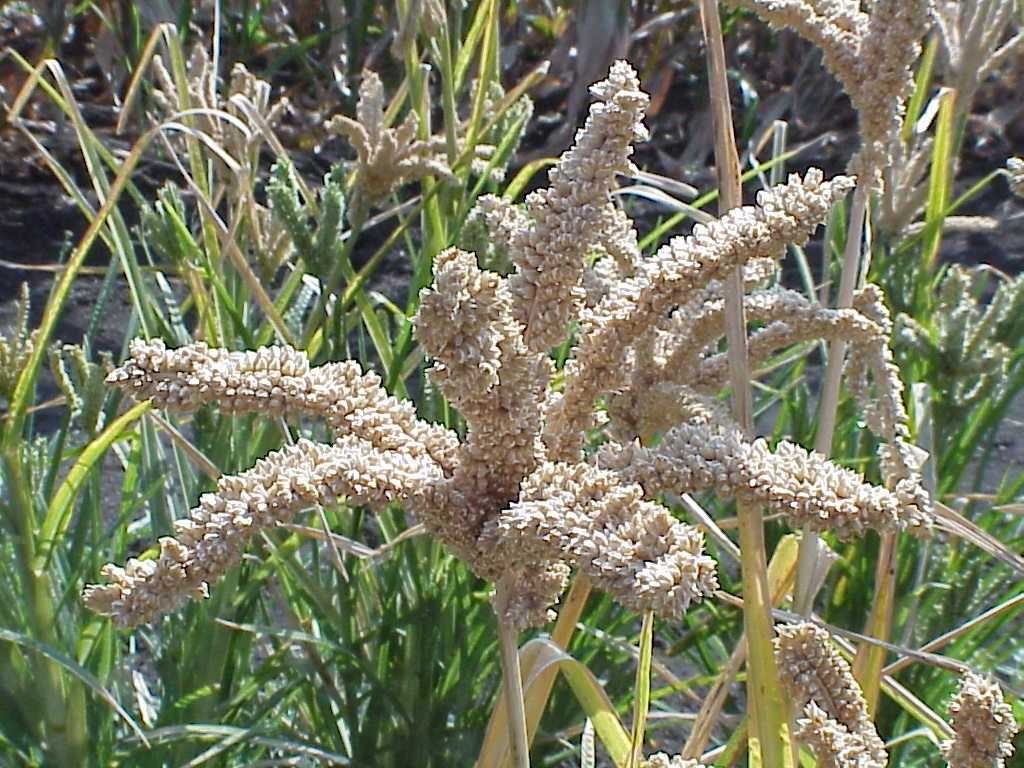
Mill africà

És una planta rica en l'aminoàcid metionina que compensa la mancança que en tenen altres plantes cultivades com l'arròs i el moresc.